# 倪璨
倪璨（1764年—1841年），字研田，自号砚石锄夫，江苏甘泉（今扬州）人。
倪璨是清朝著名畫家，工山水，亦擅人物、花鸟。住所稱桐花草阁。康熙十八年舉博學鴻詞科入明史館，康熙二十二年以丁母憂南歸上元，康熙二十四、五年間服闕回館，康熙二十六年（1841年）卒。有子倪復堂、倪復庭。